# モーエン (企業)
モーエン（英語：MOEN）は、アメリカ合衆国のアルフレッド・モーエンによって創設された蛇口（水栓）やその関連設備の商品ラインで、現在はフォーチュンブランズホームアンドセキュリティ社の一部門である。モーエンの本部機能はオハイオ州のノースオームステッド（en）にある。モーエンは元来、シアトルのラベンナ・メタルプロダクツ（Ravenna Metal Products ）の一部門であった。1956年、スタナダイン社（Stanadyne, Inc.）の一部になり、その後1988年にはフォーストマンリトルカンパニー（Forstmann-Little & Company）、次いでフォーチュンブランズに買収された。2011年10月3日、フォーチュンブランズは、生産子会社としてフォーチュンブランズホームアンドセキュリティを設立した。

## 蛇口のデザイン
代表的なモーエン製台所・流し台・浴槽・シャワー用の水栓はレバーが１つのデザインであるが、これは湯や水を個別に操作しないと適温にならないという混合水栓の弱点を克服し、その面倒な手間が省かれるようMOEN創業者のアル・モーエンが発案した画期的な吐水の方法であり、今では世界中で使われているシングルレバー式混合水栓の原型となった。
構造・コスト・メンテナンス等あらゆる面を追究した結果、1960年代以来ほとんど同じ構造の水制カートリッジ「1225」を誕生させた。これは長さ約4インチ・直径3/4インチの樹脂製（高温仕様は当初の品番1200という真鍮製）シリンダーであり、これらモーエン製シングルレバー式の心臓部となるカートリッジは今日までに（旧来の製品と互換性を保ちながら）少なくとも二度の改良が加えられている。このカートリッジの軸を引き上げると水が流れ、左に回すと温水、右に回すと冷水（お温を左側とする国際的な標準仕様の場合）が出る。
たとえ逆配管（工事の際に陥りがちな左右の配管ミスや、やむをえず配管のレイアウトを逆にしなければならない環境など）の場合でもカートリッジ内の軸部（ステム）を180°反転させることで容易に対応（通常と同じように湯が左、水が右）できる事もMOEN製カートリッジが画期的かつシンプルな構造で、現在も支持されている理由のひとつである。
後に、モーエン製のシャワー・浴槽用シングルレバー水栓は、温水・冷水のどちらであっても突然の水圧変動（たとえば、適温でシャワーを浴びている時に誰かがトイレ等で一気に水を流すような）や、やけど防止に対応した平衡機能を備え、たとえば水量に変化が生じたり、安全性と快適さのためにシャワーの水温を維持しながらも、水圧調整のための内部スペースには直径約1インチ程度しか許容されない水栓本体は大きくすることが難しいが、この問題にも対応したカートリッジは「1222」として知られ、特にシェアの高い北米などでは街の小売店でも従来の一般的なゴムパッキンのように１個ずつブリスター型パッケージで販売されており、その操作性・メンテナンス性の良さは上記のカートリッジ1225と比べても遜色ない。
2004年以降は上海にある摩恩（MOENはマオンと発音）でも生産されておりシェアも世界的に拡大している。

## マーケティング
最近は、女優のナヴィ・ラワットを宣伝において紹介者およびナレーターに起用している。

## 日本国内での展開
日本における多くの製品は サンウエーブ工業（現：LIXIL）やタカラスタンダードなどのキッチンメーカーが標準仕様として採用しており、100％出資の子会社であった日本の法人モーエンジャパン株式会社が各社にOEM元（表記ブランドはMOENのまま）として供給していた。
また、一般的に輸入住宅と呼ばれる海外の建材を輸入して建築（建設）販売するハウスメーカーや、個人単位で海外仕様のまま持ち込む並行輸入、中国や香港を経由して日本のホームセンター等で店頭販売される、など上記とは別の流通ルートも存在する。